# Óscar de la Riva
Óscar de la Riva Aguado, nacido en Barcelona en el 15 de julio de 1972, es un Gran Maestro Internacional de ajedrez español que actualmente reside y representa al equipo de Andorra. Tiene un ranking internacional de 2543 ELO.

## Resultados destacados en competición
Ganó el Campeonato de España de ajedrez en el año 2003. Venció en el desempate de la final a Salvador Gabriel Del Río Angelis por 2-0, después de eliminar a Miguel Illescas en semifinales. Su camino al éxito estuvo lleno de dificultades que superó para ganar el campeonato.
Venció el Campeonato de Andorra de ajedrez en 3 ocasiones, en los años 2000, 2001 y 2007, y resultó subcampeón en tres ocasiones en los años 2003, 2004 y 2006.
La utilidad que le saca al ajedrez por Internet es muy amplia, desde descarga de partidas, retransmisión de torneos hasta partidas a través de ICC.
Estre los jugadores jóvenes españoles que le han sorprendido están Manuel Pérez Candelario y los catalanes Xavier Vila y Robert Alomà, a los cuales conoció durante el Open de Andorra.

## Libros Publicados
Ha escrito los siguientes libros:
- La Holandesa Leningrado, editorial Teoría, ISBN, año 2001.
- … i Mat 1, editorial esfera editorial, ISBN 978-99920-906-8-8, año 2008, en colaboración con Raúl García.